# Voyager 1
Voyager 1 je svemirska sonda programa Voyager lansirana u cilju proučavanja vanjskih plinovitih planeta i dalje. Lansirana je 5. rujna 1977. godine, i do danas još uvijek aktivna. Pri lansiranju je imala masu od 815 kg. Posjetila je planete Jupiter i Saturn i snimila ove planete i njihove satelite.
Voyager je trenutno od Zemlje najdalji objekt koji je čovjek stvorio. Voyager 1 je prešao u područje gdje utjecaj Sunca polako prestaje, a zamjenjuje ga utjecaj ogromnog međuzvjezdanog prostora.
Primarni ciljevi Voyagera 1 su bili planet Jupiter, Saturn i njihovi mjeseci i prstenovi. Trenutna misija mu je mjerenje čestica Sunčevog vjetra, kao i istraživanje međuzvjezdanog područja. Obje sonde Voyager imaju radio-termalne generatore (generatore na bazi termalne energije radijacije izotopa), koji su daleko premašili zamišljen životni vijek. Očekuje se da će stvarati dovoljno energije za komunikaciju sa Zemljom do 2030. godine.

## Planiranje misije i lansiranje
Voyager 1 je prvotno bio planiran kao misija u sklopu programa Mariner, kao misija "Mariner 11". Bio je dizajniran da iskoristi tada novu tehniku gravitacijske praćke. Sretnom slučajnošću razvoj interplanetarnih sondi dogodio se kad i položaj planeta zvan Grand Tour. Grand Tour je povezana serija gravitacijskih utjecaja, koja je omogućila da s minimalnim gorivom potrebnim za ispravke kursa bude omogućen posjet svim četirima plinovitim divovima (Jupiter, Saturn, Uran i Neptun). Identične sonde Voyager 1 i Voyager 2 su bile dizajnirane s tim na umu, a njihovo lansiranje je bilo tempirano da se iskoriste te okolnosti.
Voyager 1 je lansiran 5. rujna 1977. od NASA-e iz Cape Canaverala na raketi Titan IIIE Centaur, nešto kasnije nego njegov sestrinski brod Voyager 2. Unatoč tome što je lansiran poslije Voyagera 2, Voyager 1 je poslan na bržoj putanji pa je prije stigao do Jupitera i Saturna.

## Istraživanje

### Voyagerovi instrumenti[1]
| Instrumenti                                                  | Voyager 1                                              |
| ------------------------------------------------------------ | ------------------------------------------------------ |
| Podsistem svemirskog zračenja (CRS)                          | Uključeno                                              |
| Detektor nabijenih čestica niske energije (LECP)             | Uključeno                                              |
| Magnetometar (MAG)                                           | Uključeno                                              |
| Podsistem plazminih valova (PWS)                             | Uključeno                                              |
| Podsistem istraživanja slika (ISS)                           | Isključeno zbog uštede struje (14. veljače 1990.)      |
| Infracrveni interferometar, spektrometar i radiometar (IRIS) | Isključeno zbog uštede struje (3. lipnja 1998.)        |
| Planetarna radio astronomija (PRA)                           | Isključeno zbog uštede struje (15. siječnja 2008.)     |
| Ultraljubičasti spektrometar (UVS)                           | Isključeno zbog uštede struje (19. travnja 2016.)      |
| Fotopolarimetarni podsustav (PPS)                            | neispravan                                             |
| Plazmin spektrometar (PLS)                                   | Isključeno zbog lošijih performansa (1. veljače 2007.) |

### Jupiter
Voyager 1 je počeo s fotografiranjem Jupitera u siječnju 1979. Njegov najbliži prelet Jupiteru je bio 5. ožujka 1979., na udaljenosti od 349.000 kilometara od njegovog središta. Zbog veće rezolucije omogućene blizinom, većina promatranja mjeseca, prstena, magnetskih polja i radijacije Jupiterovog sustava je napravljena u dvodnevnom razdoblju najbližeg preleta. Fotografiranje planeta završilo je u travnju.
Sonde Voyager otkrile su mnoga važna saznanja o Jupiteru i njegovim satelitima. Iznenađujuće je bilo otkriće vulkanske aktivnosti na mjesecu Io, koja nije bila primijećena sa Zemlje i sondama Pioneer 10 i Pioneer 11.

### Saturn
Uz gravitacijsku pomoć Jupitera sonda je krenula na posjet Saturnu. Voyagerov prelet Saturna bio je u Studenom 1980., s najbližim prilazom 12. studenoga kad je došao na udaljenost od 124.000 kilometara od najviših oblaka planeta. Sonda je primijetila složene strukture u Saturnovim prstenima i proučila atmosfere Saturna i mjeseca Titana. Zbog prijašnjih otkrića o tankoj atmosferi na Titanu kontrolori misije u "Jet Propulsion Laboratory" odlučili su da Voyager 1 napravi bliski prilaz Titanu i prekine Grand Tour. Titanova gravitacija izazvala je dodatni gravitacijski zamah koja je Voyager 1 izbacila iz ekliptičke ravnine, čime je završena njegova planetarna znanstvena misija.

### Daljnje istraživanje Sunčevog sustava
Dne 14. veljače 1990. Voyager 1 okrenuo je kamere zadnji puta i okinuo galeriju fotografija nazvanu Obiteljski portret, skup fotografija 6 planeta Sunčevog sustava, među kojima je Zemlja prikazana kao blijeda plava točka u tami svemira.
Voyager 1 je izašao iz heliopauze u kolovozu 2012. godine. Voyager 2 je isto učinio u studenom 2018. Obje sonde sada izlaze iz Sunčevog sustava i pozicionirane su između Kuiperovog pojasa i Oortovog oblaka. Za obje sonde se prestanak rada očekuje oko 2025. kada generatori više neće generirati dovoljno energije za komunikaciju.

### Budućnost
Za 300 godina Voyager 1 će ući u Oortov oblak i izaći iz njega za 30 000 godina. 40 000 godina će trebati za susret s prvom zvijezdom na udaljenosti od 1,6 svjetlosnih godina.

## Proputovane udaljenosti
U svibnju 2021. Voyager 1 bio je na udaljenosti od 21,6 milijarda kilometara od Sunca. Na ovoj udaljenosti svjetlosti treba oko 20 sati za doći do Zemlje. Prema podatcima iz svibnja 2021. sonda je putovala brzinom od 16,9 kilometara u sekundi relativno prema Suncu, tj. 3,6 AU u godini, 10 % brže od Voyagera 2. Sonda ne ide prema nekoj određenoj zvijezdi.

## Zanimljivosti
- Voyager 1 je mogao posjetiti Pluton, ali je letjelica usmjerena preme Titanu, gdje je otkrio mjesečevu gustu atmosferu. Slično je bilo i s Voyagerom 2, koji je poslan na Uran i Neptun.[2]